# گرسنگی (فیلم ۲۰۰۸)
گرسنگی (به انگلیسی: با نام دیگر اعتصاب غذا، Hunger) نام فیلمی ساخته سال ۲۰۰۸ به کارگردانی استیو مک‌کوئین در ژانر درام تاریخی است. این فیلم درباره اعتصاب غذای زندانیان ایرلندی در سال ۱۹۸۱ است و شخصیت اصلی آن بابی سندز، مبارز ایرلندی و عضو ارتش آزادی‌خواه ایرلند است. در این فیلم مایکل فاسبندر در نقش بابی سندز ایفای نقش می‌کند و دیگر بازیگر اصلی فیلم لیام کانینگهام است.
گرسنگی اولین فیلم بلند استیو مک‌کوئین است. همچنین اولین همکاری او با مایکل فاسبندر است که در دو فیلم دیگرش شرم و دوازده سال بردگی هم ادامه پیدا کرد. در نوشتن فیلم‌نامه اندا والش، نمایشنامه‌نویس ایرلندی با مک‌کوئین همکاری کرد. گرسنگی را یکی از تجلیل‌شده‌ترین فیلم‌های سال و حتی دهه نام برده‌اند. 

## خلاصه فیلم
افسر زندان، ریموند لوهان آماده می‌شود که به خانه‌اش برود. او مشت‌های خونی‌اش را تمیز می‌کند. ماشین‌اش را برای وجود بمب کنترل می‌کند، یونیفرمش را می‌پوشد و بدون توجه به همکارانش زندان را ترک می‌کند.
دیوید گیلن یک زندانی جدید وارد زندان می‌شود. او عضو ارتش جمهوری‌خواه ایرلند است و در زمرهٔ زندانیان معاند طبقه‌بندی شده‌است و از پوشیدن یونیفرم زندان سرباز می‌زند. او تنها با یک پتو و برهنه به سلولش فرستاده می‌شود. هم‌بند او جری، دیوارهای سلول را با مدفوع خودش پوشانده است. این دو رفته‌رفته بیشتر با هم آشنا می‌شوند. دوست‌دختر جری یک رادیو را با پنهان کردن آن در واژنش به داخل سلول می‌فرستد.
افسران زندان دست به اقدامات خشونت‌آمیز علیه زندانیانی می‌زنند که پیرو «اعتراضات با عدم شستشوی بدن»، موی سر و ریش‌شان بلند شده‌است. زندانیان مقاومت می‌کنند و بابی سندز به صورت لوهان تف می‌اندازد و لوهان به صورتش مشت می‌زند. دوباره نوک بندهای انگشتش خون‌ریزی می‌کنند. او موهای سندز را کوتاه می‌کند و سپس افسران او را به داخل وانی می‌اندازند و او را تمیز می‌کنند. لوهان در فضای باز سیگار می‌کشد. با مشت‌های خونین.
بعدتر، زندانیان به بیرون از سلول‌ها آورده می‌شوند تا به آن‌ها لباس‌های مستعمل غیرنظامی داده شود. در مقابل این عمل هم اعتراضات صورت می‌گیرد. زندانیان به تقلید از سندز، لباس‌ها را پاره می‌کنند. گروه‌های جدیدی از افسران زندان به وسیلهٔ کامیون به زندان آورده می‌شوند. آنها، با باتوم به سپرهای محافظ خود می‌کوبند و فریاد می‌زنند تا زندانیان را بترسانند. زندانیان به وسیلهٔ صفی از افسران محافظ کتک می‌خورند. هر زندانی با حداقل ده افسر باتوم‌به‌دست روبه‌رو می‌شود. لوهان و همکارانش سپس مقعد و دهان زندانیان را جستجو می‌کنند. یکی از زندانیان به صورت یکی از افسران می‌کوبد. دیگر افسران به شدت او را کتک می‌زنند. یکی از افسرها درحالی دیده می‌شود که وقتی دیگر همکارانش مشغول کتک‌زدن زندانیان هستند پشت دیواری گریه می‌کند.
لوهان به دیدار مادرش که دچار روان‌گسیختگی کاتاتونی است و در یک آسایشگاه روانی نگهداری می‌شود می‌رود. یک مبارز جمهوری‌خواه از پشت به سر او شلیک می‌کند. لوهان در دامان مادرش می‌میرد.
سندز پدر روحانی، دومینیک موران را ملاقات می‌کند. پدر، با او دربارهٔ اخلاقی بودن یا نبودن اعتصاب غذا صحبت می‌کند. سندز به پدر روحانی داستانی را تعریف می‌کند که در کودکی برایش اتفاق افتاده بوده‌است. او و دوستانش در سفری تفریحی کرّه‌اسبی را دیده بودند که در آب رودخانه و بین سنگ‌ها گیرکرده و پاهای عقبش هم شکسته بوده‌است. سندز می‌گوید اگرچه به دردسر افتاده است، ولی با کشتن اسب، او را از بدبختی‌اش نجات داده است. سپس سندز توضیح می‌دهد که می‌داند دارد چه می‌کند و دست‌روی دست نخواهد گذاشت.
بقیه فیلم سندز را نشان می‌دهد که در حال اعتصاب غذا، دچار نارسایی کلیه، فشار خون پایین، زخم معده،و زخم بستر می‌شود. در روزهای پایانی پدر و مادر او در کنارش هستند و او ۶۶ روز پس از شروع اعتصاب غذا می‌میرد.
فیلم توضیح می‌دهد که او در حین اعتصاب، برای نمایندگی مجلس پادشاهی متحد برای «فرمانا و تایرون جنوبی» (به انگلیسی: Fermanagh and South Tyrone) انتخاب شد. نه مرد دیگر که همراه او اعتصاب را شروع کرده بودند در طول هفت ماه مردند. دولت بریتانیا به درخواست‌های زندانیان جواب موافق داد، درحالیکه این موضوع هیچ‌گاه علنی نشد. 

## بازیگران
- مایکل فاسبندر در نقش بابی سندز
  - کیاران فلین در نقش بابی سندز در ۱۲سالگی
- لیام کانینگهام در نقش پدر دومنیک موران
- لیام مک‌موهان در نقش جری کمپ‌بل
- استورات گراهام در نقش ریموند لوهان
- برایان میلیگان در نقش دیوی گیلن
- لین میگاو در نقش خانم لوهان
- کارن حسن در نقش دوست‌دختر جری
- فرانک مک‌کاسکر در نقش فرماندار
- لیلر رادی در نقش ویلیام
- هلن مدن در نقش خانم سندز
- دس مک‌آلیر در نقش آقای سندز
- جیاف گت در نقش مرد ریشو
- رُلی مولن در نقش کشیش
- بن پیل در نقش افسر ضدشورش زندان استیون گریوز
- هلنا برین در نقش مادر ریموند
- پدی جنکینز در نقش آدمکش
- بیلی کلارک در نقش افسر سرپرست پزشکی
- آرون گلدرینگ در نقش دوست بابی ِ کوچک